# 阿博林
阿博林是葡萄牙布拉加区的一个堂区。总面积3.9平方公里，总人口971人，人口密度249人/平方公里。